# Colònia de Costa d'Ivori-Gabon
|  | Pels governadors de Costa d'Ivori, vegeu Territori de Costa d'Ivori; pels governadors del Gabon, vegeu Territori del Gabon. |

La colònia de Costa d'Ivori-Gabon (en francès Colonie de la Cote d'Ivoire et du Gabon) fou una entitat administrativa colonial francesa formada el 1859 pels territoris de Costa d'Ivori i del Gabon sota la tutella del Senegal.

## Història
Els governadors de la colònia conjunta foren els mateixos que els del territori de Costa d'Ivori. El governador residia a Grand Bassam a la Costa d'Ivori i administrava aquest territori, sent el superior jeràrquic del governador del territori del Gabon. Aquesta situació es va perllongar fins al 1871, quan la situació a la metròpoli que va seguir la guerra amb Prússia, va aconsellar a França cedir l'administració a una companyia privada, i va portar al govern de la colònia a un comerciant, Arthur Verdier de la companyia Arthur Verdier & Company; el Gabon que, en la pràctica, va quedar separat. El 1881 el govern de la colònia fou confirmat a Verdier però sota l'autoritat del comandant de la Divisió Naval de la Costa Occidental d'Àfrica (o Comandant de Gabon i dels Establiments del Golf de Guinea) fins que al cap de dos anys la colònia va quedar formalment dissolta i la Costa d'Ivori es va agregar a Guinea, mentre que el Gabon es va constituir en colònia separada.